# Snapshot (formato de ficheiro)
O formato de arquivo Microsoft Snapshot fornece uma maneira de armazenar um instantâneo estático dos relatórios do Microsoft Access versões 97 e 2007. Permitiu que os usuários do Windows sem o Microsoft Access para exibir uma versão eletrônica de um relatório do Access. O Viewer, que é gratuita, mas proprietário, foi disponibilizado pela Microsoft, só funciona em sistemas Windows.
O Snapshot Viewer tem sido objecto de um comunicado de segurança. Suporte para exportar para o Snapshot Viewer foi abandonada no Access 2010, tendo sido eficazmente substituído pelo de exportação para opções PDF ou XPS. 